# Parahybos iridipennis
Parahybos iridipennis är en tvåvingeart som beskrevs av Kertesz 1899. Parahybos iridipennis ingår i släktet Parahybos och familjen puckeldansflugor. Inga underarter finns listade i Catalogue of Life.